# エルンスト・ボーデンゾーン
エルンスト・フリードリヒ・ヴィルヘルム・ボーデンゾーン（Ernst Friedrich Wilhelm Bodensohn, 1914年9月23日 - 2003年11月14日）は、ドイツのフルート奏者、作曲家。

## 生涯
シュパイアーの生まれ。幼少期より独学でピッコロを吹きこなしつつ、姉にピアノ、地元のヴァイオリン教師からヴァイオリンをそれぞれ習った。しかし、16歳の時に木製のフルートに夢中になり、改めてマンハイム国立歌劇場の首席フルート奏者であったマックス・フューラーの下で研鑽を積みマンハイム大学に進学した。
1935年から兵役につき、1937年に除隊後、クヴァンツ・コレギウムを結成し、暫くカールスルーエ歌劇場にもフルート奏者として出向した。1939年に再び兵役につき、捕虜生活を余儀なくされたが、第二次世界大戦終結後に釈放され、1946年からプファルツ・フィルハーモニー管弦楽団の首席フルート奏者に取り立てられる。1948年にバーデン＝バーデン南西ドイツ放送交響楽団の首席フルート奏者に転出して1972年までその任に当たった。任期中の1952年にはクヴァンツ・コレギウムを再結成してその合奏団を率いるようになった。1957年からはクヴァンツ・コレギウムとモーツァルト・シュロス・ファヴォリテ音楽祭を主宰した。1991年に演奏活動から引退。
バーデン＝バーデンのミッテルバーデン・クランケンハウス・エバーシュタインブルク病院にて死去。